# Tour des Flandres 2006
Le Tour des Flandres 2006 est la 90e édition de cette course cycliste sur route masculine. Elle a eu lieu le 2 avril 2006 sur 258 kilomètres. La course est la quatrième épreuve de l'UCI ProTour 2006. Grand favori, Tom Boonen s'impose devant son public. C'est son second succès consécutif.

## Présentation

### Equipes
Le Tour des Flandres figurant au calendrier du ProTour, les 20 UCI Proteams sont présentes, auxquelles il faut ajouter les 5 équipes continentales invitées.
| ProTeams (20)- Quick Step-Innergetic - Davitamon-Lotto - CSC - Caisse d'Épargne-Illes Balears - Euskaltel-Euskadi - Liberty Seguros-Würth - Saunier Duval-Prodir - AG2R Prévoyance - Bouygues Télécom - Cofidis-Le Crédit par Téléphone - Crédit agricole - La Française des jeux - Gerolsteiner - T-Mobile - Lampre-Fondital - Liquigas - Team Milram - Rabobank - Phonak Hearing Systems - Discovery Channel Équipes continentales professionnelles (5)- Chocolade Jacques-Topsport Vlaanderen - Landbouwkrediet-Colnago - Unibet.com - Tenax Salmilano - Skil-Shimano |
| |

## Classements

### Classement de la course
| \| Classement général \| Classement général \| Classement général \| Classement général \| Classement général \| \| Coureur \| Coureur \| Pays \| Équipe \| Temps \| \| ------------------ \| ------------------- \| ------------------ \| --------------------- \| ------------------ \| \| 1er \| Tom Boonen \| Belgique \| Quick Step-Innergetic \| 6 h 30 min 14 s \| \| 2e \| Leif Hoste \| Belgique \| Discovery Channel \| + 0 s \| \| 3e \| George Hincapie \| États-Unis \| Discovery Channel \| DQ \| \| 4e \| Peter Van Petegem \| Belgique \| Davitamon-Lotto \| + 1 min 17 s \| \| 5e \| Alessandro Ballan \| Italie \| Lampre-Fondital \| + 1 min 17 s \| \| 6e \| Fabian Cancellara \| Suisse \| CSC \| + 1 min 17 s \| \| 7e \| Paolo Bettini \| Italie \| Quick Step-Innergetic \| + 1 min 50 s \| \| 8e \| Karsten Kroon \| Pays-Bas \| CSC \| + 1 min 50 s \| \| 9e \| Andreas Klier[2] \| Allemagne \| T-Mobile \| DQ \| \| 10e \| Roberto Petito \| Italie \| Tenax Salmilano \| + 1 min 50 s \| \| 11e \| Erik Zabel \| Allemagne \| Team Milram \| + 3 min 29 s \| \| 12e \| Juan Antonio Flecha \| Espagne \| Rabobank \| + 3 min 29 s \| \| 13e \| Filippo Pozzato \| Italie \| Quick Step-Innergetic \| + 4 min 21 s \| \| 14e \| Thor Hushovd \| Norvège \| Crédit Agricole \| + 4 min 21 s \| \| 15e \| Bernhard Eisel \| Autriche \| La Française des jeux \| + 8 min 03 s \| \| 16e \| David Kopp \| Allemagne \| Gerolsteiner \| + 8 min 03 s \| \| 17e \| Nick Nuyens \| Belgique \| Quick Step-Innergetic \| + 8 min 03 s \| \| 18e \| Anthony Geslin \| France \| Bouygues Telecom \| + 8 min 03 s \| \| 19e \| Stefan Schumacher \| Allemagne \| Gerolsteiner \| + 8 min 03 s \| \| 20e \| Kurt Asle Arvesen \| Norvège \| CSC \| + 8 min 03 s \| |                     |            |                       |                 |
| |                     |            |                       |                 |
| |                     |            |                       |                 |
| Classement général |                     |            |                       |                 |
| Coureur | Coureur             | Pays       | Équipe                | Temps           |
| 1er | Tom Boonen          | Belgique   | Quick Step-Innergetic | 6 h 30 min 14 s |
| 2e | Leif Hoste          | Belgique   | Discovery Channel     | + 0 s           |
| 3e | George Hincapie     | États-Unis | Discovery Channel     | DQ              |
| 4e | Peter Van Petegem   | Belgique   | Davitamon-Lotto       | + 1 min 17 s    |
| 5e | Alessandro Ballan   | Italie     | Lampre-Fondital       | + 1 min 17 s    |
| 6e | Fabian Cancellara   | Suisse     | CSC                   | + 1 min 17 s    |
| 7e | Paolo Bettini       | Italie     | Quick Step-Innergetic | + 1 min 50 s    |
| 8e | Karsten Kroon       | Pays-Bas   | CSC                   | + 1 min 50 s    |
| 9e | Andreas Klier       | Allemagne  | T-Mobile              | DQ              |
| 10e | Roberto Petito      | Italie     | Tenax Salmilano       | + 1 min 50 s    |
| 11e | Erik Zabel          | Allemagne  | Team Milram           | + 3 min 29 s    |
| 12e | Juan Antonio Flecha | Espagne    | Rabobank              | + 3 min 29 s    |
| 13e | Filippo Pozzato     | Italie     | Quick Step-Innergetic | + 4 min 21 s    |
| 14e | Thor Hushovd        | Norvège    | Crédit Agricole       | + 4 min 21 s    |
| 15e | Bernhard Eisel      | Autriche   | La Française des jeux | + 8 min 03 s    |
| 16e | David Kopp          | Allemagne  | Gerolsteiner          | + 8 min 03 s    |
| 17e | Nick Nuyens         | Belgique   | Quick Step-Innergetic | + 8 min 03 s    |
| 18e | Anthony Geslin      | France     | Bouygues Telecom      | + 8 min 03 s    |
| 19e | Stefan Schumacher   | Allemagne  | Gerolsteiner          | + 8 min 03 s    |
| 20e | Kurt Asle Arvesen   | Norvège    | CSC                   | + 8 min 03 s    |

George Hincapie, initialement troisième, a été déclassé par l'UCI,.

### Classement individuel du ProTour
La course attribue des points au classement UCI ProTour 2006 selon le barème suivant :
| Position           | 1er | 2e | 3e | 4e | 5e | 6e | 7e | 8e | 9e | 10e |
| Classement général | 50  | 40 | 35 | 30 | 25 | 20 | 15 | 10 | 5  | 1   |

Après cette quatrième épreuve le classement est le suivant :
| #  | Coureur             | Équipe                | Points | Précédent | Evolution |
| -- | ------------------- | --------------------- | ------ | --------- | --------- |
| 1  | Tom Boonen          | Quick Step-Innergetic | 89     | 8         | +7        |
| 2  | Alessandro Ballan   | Lampre-Fondital       | 70     | 5         | +3        |
| 3  | Floyd Landis        | Phonak                | 52     | 1         | -2        |
| 4  | Thomas Dekker       | Rabobank              | 51     | 2         | -2        |
| 5  | Filippo Pozzato     | Quick Step-Innergetic | 50     | 3         | -2        |
| 6  | Alessandro Petacchi | Milram                | 47     | 4         | -2        |
| 7  | George Hincapie     | Discovery Channel     | 45     | 23        | +16       |
| 8  | Francisco Vila      | Lampre-Fondital       | 43     | 6         | -2        |
| 9  | Leif Hoste          | Discovery Channel     | 42     | 40        | +31       |
| 10 | Jörg Jaksche        | Liberty Seguros-Würth | 40     | 7         | -3        |

| #  | Équipe                | Points | Précédent | Evolution     |
| -- | --------------------- | ------ | --------- | ------------- |
| 1  | Discovery Channel     | 71     | 1         | en stagnation |
| 2  | Gerolsteiner          | 59     | 3         | +1            |
| 3  | CSC                   | 55     | 6         | +3            |
| 3  | Phonak                | 55     | 2         | -1            |
| 5  | Lampre-Fondital       | 51     | 4         | -1            |
| 5  | Rabobank              | 51     | 7         | +2            |
| 7  | Quick Step-Innergetic | 49     | 9         | +2            |
| 8  | Liberty Seguros-Würth | 41     | 5         | -3            |
| 9  | Davitamon-Lotto       | 41     | ??        | ??            |
| 10 | Crédit agricole       | 39     | 8         | -2            |

| #   | Pays       | Points | Précédent | Evolution     |
| --- | ---------- | ------ | --------- | ------------- |
| 1.  | Italie     | 232    | 1         | en stagnation |
| 2.  | Belgique   | 161    | 6         | +4            |
| 3.  | Espagne    | 138    | 2         | -1            |
| 4.  | Pays-Bas   | 108    | 3         | -1            |
| 5.  | États-Unis | 104    | 4         | -1            |
| 6.  | Allemagne  | 50     | 5         | -1            |
| 7.  | Suisse     | 31     | 9         | +2            |
| 8.  | Luxembourg | 25     | 7         | -1            |
| 9.  | Portugal   | 20     | 8         | -1            |
| 10. | Australie  | 9      | 10        | en stagnation |

## Liste des participants
| Quick Step-Innergetic QSI | Quick Step-Innergetic QSI  | Quick Step-Innergetic QSI |
| ------------------------- | -------------------------- | ------------------------- |
| Num                       | Coureur                    | Pos                       |
| 1                         | Tom Boonen (BEL) (route)   | 1er                       |
| 2                         | Paolo Bettini (ITA)        | 7e                        |
| 3                         | Wilfried Cretskens (BEL)   | 31e                       |
| 4                         | Kevin Hulsmans (BEL)       | AB                        |
| 5                         | Serge Baguet (BEL) (route) | 60e                       |
| 6                         | Nick Nuyens (BEL)          | 17e                       |
| 7                         | Filippo Pozzato (ITA)      | 13e                       |
| 8                         | Kevin Van Impe (BEL)       | AB                        |

| Davitamon-Lotto DVL | Davitamon-Lotto DVL        | Davitamon-Lotto DVL |
| ------------------- | -------------------------- | ------------------- |
| Num                 | Coureur                    | Pos                 |
| 11                  | Wim De Vocht (BEL)         |                     |
| 12                  | Nico Mattan (BEL)          |                     |
| 13                  | Fred Rodriguez (USA)       |                     |
| 14                  | Gert Steegmans (BEL)       |                     |
| 15                  | Léon van Bon (NED) (route) | AB                  |
| 16                  | Peter Van Petegem (BEL)    | 4e                  |
| 17                  | Wim Vansevenant (BEL)      |                     |
| 18                  | Henk Vogels (AUS)          |                     |

| CSC | CSC                     | CSC |
| --- | ----------------------- | --- |
| Num | Coureur                 | Pos |
| 21  | Kurt Asle Arvesen (NOR) | 20e |
| 22  | Matti Breschel (DEN)    |     |
| 23  | Fabian Cancellara (SUI) | 6e  |
| 24  | Allan Johansen (DEN)    | 34e |
| 25  | Karsten Kroon (NED)     | 8e  |
| 26  | Marcus Ljungqvist (SWE) |     |
| 27  | Lars Michaelsen (DEN)   |     |
| 28  | Luke Roberts (AUS)      | 66e |

| Caisse d'Épargne-Illes Balears CEI | Caisse d'Épargne-Illes Balears CEI | Caisse d'Épargne-Illes Balears CEI |
| ---------------------------------- | ---------------------------------- | ---------------------------------- |
| Num                                | Coureur                            | Pos                                |
| 31                                 | Éric Berthou (FRA)                 |                                    |
| 32                                 | Florent Brard (FRA)                |                                    |
| 33                                 | Imanol Erviti (ESP)                |                                    |
| 34                                 | José Vicente García Acosta (ESP)   |                                    |
| 35                                 | José Cayetano Juliá (ESP)          |                                    |
| 36                                 | Nicolas Portal (FRA)               |                                    |
| 37                                 | Vicente Reynés (ESP)               |                                    |
| 38                                 | Constantino Zaballa (ESP)          |                                    |

| Euskaltel-Euskadi EUS | Euskaltel-Euskadi EUS | Euskaltel-Euskadi EUS |
| --------------------- | --------------------- | --------------------- |
| Num                   | Coureur               | Pos                   |
| 41                    | Andoni Aranaga (ESP)  |                       |
| 42                    | Koldo Fernández (ESP) |                       |
| 43                    | Gorka González (ESP)  |                       |
| 44                    | Markel Irizar (ESP)   |                       |
| 45                    | Iñaki Isasi (ESP)     |                       |
| 46                    | Iban Mayoz (ESP)      |                       |
| 47                    | Gorka Verdugo (ESP)   |                       |
| 48                    | Haimar Zubeldia (ESP) |                       |

| Liberty Seguros-Würth LSW | Liberty Seguros-Würth LSW | Liberty Seguros-Würth LSW |
| ------------------------- | ------------------------- | ------------------------- |
| Num                       | Coureur                   | Pos                       |
| 51                        | Carlos Abellán (ESP)      |                           |
| 52                        | Carlos Barredo (ESP)      |                           |
| 53                        | Allan Davis (AUS)         |                           |
| 54                        | Koen de Kort (NED)        |                           |
| 55                        | Aaron Kemps (AUS)         |                           |
| 56                        | José Joaquín Rojas (ESP)  |                           |
| 57                        | Eladio Sánchez (ESP)      |                           |
| 58                        | Iván Santos (ESP)         |                           |

| Saunier Duval-Prodir SDV | Saunier Duval-Prodir SDV | Saunier Duval-Prodir SDV |
| ------------------------ | ------------------------ | ------------------------ |
| Num                      | Coureur                  | Pos                      |
| 61                       | Charles Dionne (CAN)     |                          |
| 62                       | Ángel Gómez (ESP)        |                          |
| 63                       | Piotr Mazur (POL)        |                          |
| 64                       | Javier Mejías (ESP)      |                          |
| 65                       | Aaron Olsen (USA)        |                          |
| 66                       | Francisco Ventoso (ESP)  |                          |
| 67                       | Luciano Pagliarini (BRA) |                          |
| 68                       | Carlos Zárate (ESP)      |                          |

| AG2R Prévoyance A2R | AG2R Prévoyance A2R      | AG2R Prévoyance A2R |
| ------------------- | ------------------------ | ------------------- |
| Num                 | Coureur                  | Pos                 |
| 71                  | Laurent Mangel (FRA)     |                     |
| 72                  | Renaud Dion (FRA)        |                     |
| 73                  | John Gadret (FRA)        |                     |
| 74                  | David Navas (ESP)        |                     |
| 75                  | Jean-Patrick Nazon (FRA) |                     |
| 76                  | Erki Pütsep (EST)        |                     |
| 77                  | Aliaksandr Usau (BLR)    |                     |
| 78                  | Tomas Vaitkus (LTU)      |                     |

| Bouygues Telecom BTL | Bouygues Telecom BTL     | Bouygues Telecom BTL |
| -------------------- | ------------------------ | -------------------- |
| Num                  | Coureur                  | Pos                  |
| 81                   | Sébastien Chavanel (FRA) |                      |
| 82                   | Andy Flickinger (FRA)    |                      |
| 83                   | Xavier Florencio (ESP)   |                      |
| 84                   | Yohann Gène (FRA)        |                      |
| 85                   | Anthony Geslin (FRA)     |                      |
| 86                   | Rony Martias (FRA)       |                      |
| 87                   | Jérôme Pineau (FRA)      |                      |
| 88                   | Franck Renier (FRA)      |                      |

| Cofidis-Le Crédit par Téléphone COF | Cofidis-Le Crédit par Téléphone COF | Cofidis-Le Crédit par Téléphone COF |
| ----------------------------------- | ----------------------------------- | ----------------------------------- |
| Num                                 | Coureur                             | Pos                                 |
| 91                                  | Jimmy Casper (FRA)                  |                                     |
| 92                                  | Sylvain Chavanel (FRA)              |                                     |
| 93                                  | Arnaud Coyot (FRA)                  |                                     |
| 94                                  | Thierry Marichal (BEL)              |                                     |
| 95                                  | Sébastien Minard (FRA)              |                                     |
| 96                                  | Staf Scheirlinckx (BEL)             |                                     |
| 97                                  | Rik Verbrugghe (BEL)                |                                     |
| 98                                  | Bradley Wiggins (GBR)               |                                     |

| Crédit Agricole C.A | Crédit Agricole C.A      | Crédit Agricole C.A |
| ------------------- | ------------------------ | ------------------- |
| Num                 | Coureur                  | Pos                 |
| 101                 | László Bodrogi (HUN)     |                     |
| 102                 | Julian Dean (NZL)        |                     |
| 103                 | Jimmy Engoulvent (FRA)   |                     |
| 104                 | Sébastien Hinault (FRA)  |                     |
| 105                 | Thor Hushovd (NOR)       |                     |
| 106                 | Cyril Lemoine (FRA)      |                     |
| 107                 | Mark Renshaw (AUS)       |                     |
| 108                 | Yannick Talabardon (FRA) |                     |

| La Française des jeux FDJ | La Française des jeux FDJ  | La Française des jeux FDJ |
| ------------------------- | -------------------------- | ------------------------- |
| Num                       | Coureur                    | Pos                       |
| 111                       | Ludovic Auger (FRA)        |                           |
| 112                       | Christophe Detilloux (BEL) |                           |
| 113                       | Bernhard Eisel (AUT)       |                           |
| 114                       | Philippe Gilbert (BEL)     |                           |
| 115                       | Frédéric Guesdon (FRA)     |                           |
| 116                       | Gustav Larsson (SWE)       |                           |
| 117                       | Christophe Mengin (FRA)    |                           |
| 118                       | Francis Mourey (FRA)       |                           |

| Gerolsteiner GST | Gerolsteiner GST        | Gerolsteiner GST |
| ---------------- | ----------------------- | ---------------- |
| Num              | Coureur                 | Pos              |
| 121              | Heinrich Haussler (GER) |                  |
| 122              | Frank Høj (DEN)         |                  |
| 123              | David Kopp (GER)        |                  |
| 124              | Sven Krauss (GER)       |                  |
| 125              | Sebastian Lang (GER)    |                  |
| 126              | Stefan Schumacher (GER) |                  |
| 127              | Peter Wrolich (AUT)     |                  |
| 128              | Beat Zberg (SUI)        |                  |

| T-Mobile TMO | T-Mobile TMO           | T-Mobile TMO |
| ------------ | ---------------------- | ------------ |
| Num          | Coureur                | Pos          |
| 131          | Lorenzo Bernucci (ITA) |              |
| 132          | Marcus Burghardt (GER) |              |
| 133          | André Greipel (GER)    |              |
| 134          | Sergueï Ivanov (RUS)   |              |
| 135          | Andreas Klier (GER)    |              |
| 136          | Bram Schmitz (NED)     |              |
| 137          | Stephan Schreck (GER)  |              |
| 138          | Steffen Wesemann (SUI) |              |

| Lampre-Fondital LAM | Lampre-Fondital LAM     | Lampre-Fondital LAM |
| ------------------- | ----------------------- | ------------------- |
| Num                 | Coureur                 | Pos                 |
| 141                 | Daniele Bennati (ITA)   |                     |
| 142                 | Alessandro Ballan (ITA) |                     |
| 143                 | Claudio Corioni (ITA)   |                     |
| 144                 | Paolo Fornaciari (ITA)  |                     |
| 145                 | Enrico Franzoi (ITA)    |                     |
| 146                 | David Loosli (SUI)      |                     |
| 147                 | Danilo Napolitano (ITA) |                     |
| 148                 | Daniele Righi (ITA)     |                     |

| Liquigas LIQ | Liquigas LIQ           | Liquigas LIQ |
| ------------ | ---------------------- | ------------ |
| Num          | Coureur                | Pos          |
| 151          | Michael Albasini (SUI) |              |
| 152          | Daniele Colli (ITA)    |              |
| 153          | Nicola Loda (ITA)      |              |
| 154          | Marco Milesi (ITA)     |              |
| 155          | Luca Paolini (ITA)     |              |
| 156          | Marco Righetto (ITA)   |              |
| 157          | Stefano Zanini (ITA)   |              |
| 158          | Mauro Da Dalto (ITA)   |              |

| Team Milram MRM | Team Milram MRM             | Team Milram MRM |
| --------------- | --------------------------- | --------------- |
| Num             | Coureur                     | Pos             |
| 161             | Alessandro Cortinovis (ITA) |                 |
| 162             | Ralf Grabsch (GER)          |                 |
| 163             | Maarten den Bakker (NED)    |                 |
| 164             | Christian Knees (GER)       |                 |
| 165             | Alessandro Petacchi (ITA)   |                 |
| 166             | Enrico Poitschke (GER)      |                 |
| 167             | Marco Velo (ITA)            |                 |
| 168             | Erik Zabel (GER)            |                 |

| Rabobank RAB | Rabobank RAB              | Rabobank RAB |
| ------------ | ------------------------- | ------------ |
| Num          | Coureur                   | Pos          |
| 171          | Juan Antonio Flecha (ESP) |              |
| 172          | Erik Dekker (NED)         |              |
| 173          | Jan Boven (NED)           |              |
| 174          | Graeme Brown (AUS)        |              |
| 175          | Mathew Hayman (AUS)       |              |
| 176          | Pedro Horrillo (ESP)      |              |
| 177          | Joost Posthuma (NED)      |              |
| 178          | Marc Wauters (BEL)        |              |

| Phonak Hearing Systems PHO | Phonak Hearing Systems PHO | Phonak Hearing Systems PHO |
| -------------------------- | -------------------------- | -------------------------- |
| Num                        | Coureur                    | Pos                        |
| 181                        | Aurélien Clerc (SUI)       |                            |
| 182                        | Martin Elmiger (SUI)       |                            |
| 183                        | Ryder Hesjedal (CAN)       |                            |
| 184                        | Fabrizio Guidi (ITA)       |                            |
| 185                        | Axel Merckx (BEL)          |                            |
| 186                        | Koos Moerenhout (NED)      |                            |
| 187                        | Uroš Murn (SLO)            |                            |
| 188                        | Grégory Rast (SUI)         |                            |

| Discovery Channel DSC | Discovery Channel DSC    | Discovery Channel DSC |
| --------------------- | ------------------------ | --------------------- |
| Num                   | Coureur                  | Pos                   |
| 191                   | Michael Barry (CAN)      |                       |
| 192                   | Stijn Devolder (BEL)     |                       |
| 193                   | Viatcheslav Ekimov (RUS) |                       |
| 194                   | Vladimir Gusev (RUS)     |                       |
| 195                   | Roger Hammond (GBR)      |                       |
| 196                   | George Hincapie (USA)    |                       |
| 197                   | Leif Hoste (BEL)         |                       |
| 198                   | Benoît Joachim (LUX)     |                       |

| Chocolade Jacques-Topsport Vlaanderen JAC | Chocolade Jacques-Topsport Vlaanderen JAC | Chocolade Jacques-Topsport Vlaanderen JAC |
| ----------------------------------------- | ----------------------------------------- | ----------------------------------------- |
| Num                                       | Coureur                                   | Pos                                       |
| 201                                       | Koen Barbé (BEL)                          |                                           |
| 202                                       | Glenn D'Hollander (BEL)                   |                                           |
| 203                                       | Niko Eeckhout (BEL)                       |                                           |
| 204                                       | Kurt Hovelijnck (BEL)                     |                                           |
| 205                                       | Jens Renders (BEL)                        |                                           |
| 206                                       | Frederik Veuchelen (BEL)                  |                                           |
| 207                                       | Maarten Wynants (BEL)                     |                                           |
| 208                                       | Frederik Willems (BEL)                    |                                           |

| Landbouwkrediet-Colnago LAN | Landbouwkrediet-Colnago LAN | Landbouwkrediet-Colnago LAN |
| --------------------------- | --------------------------- | --------------------------- |
| Num                         | Coureur                     | Pos                         |
| 211                         | Frédéric Amorison (BEL)     |                             |
| 212                         | Andy Cappelle (BEL)         |                             |
| 213                         | Mathieu Criquielion (BEL)   |                             |
| 214                         | Bert De Waele (BEL)         |                             |
| 215                         | Grégory Habeaux (BEL)       |                             |
| 216                         | Jean-Paul Simon (BEL)       |                             |
| 217                         | James Vanlandschoot (BEL)   |                             |
| 218                         | Johan Verstrepen (BEL)      |                             |

| Unibet.com UNI | Unibet.com UNI            | Unibet.com UNI |
| -------------- | ------------------------- | -------------- |
| Num            | Coureur                   | Pos            |
| 221            | Baden Cooke (AUS)         |                |
| 222            | Gorik Gardeyn (BEL)       |                |
| 223            | Jeremy Hunt (GBR)         |                |
| 224            | Geert Omloop (BEL)        |                |
| 225            | Erwin Thijs (BEL)         |                |
| 226            | Frank Vandenbroucke (BEL) |                |
| 227            | Marco Zanotti (ITA)       |                |
| 228            | David Boucher (FRA)       |                |

| Tenax Salmilano TEN | Tenax Salmilano TEN    | Tenax Salmilano TEN |
| ------------------- | ---------------------- | ------------------- |
| Num                 | Coureur                | Pos                 |
| 231                 | Fabio Baldato (ITA)    |                     |
| 232                 | Gabriele Bosisio (ITA) |                     |
| 233                 | David McPartland (AUS) |                     |
| 234                 | Christian Murro (ITA)  |                     |
| 235                 | Marlon Pérez (COL)     |                     |
| 236                 | Roberto Petito (ITA)   |                     |
| 237                 | Ruslan Pidgornyy (UKR) |                     |
| 238                 | Rigoberto Urán (COL)   |                     |

| Skil-Shimano SKS | Skil-Shimano SKS         | Skil-Shimano SKS |
| ---------------- | ------------------------ | ---------------- |
| Num              | Coureur                  | Pos              |
| 241              | Tomoya Kanō (JPN)        |                  |
| 242              | Paul Martens (GER)       |                  |
| 243              | Rik Reinerink (NED)      |                  |
| 244              | Piet Rooijakkers (NED)   |                  |
| 245              | Maarten Tjallingii (NED) |                  |
| 246              | Kenny van Hummel (NED)   |                  |
| 247              | Aart Vierhouten (NED)    |                  |
| 248              | René Weissinger (GER)    |                  |

| Quick Step-Innergetic QSI | Quick Step-Innergetic QSI  | Quick Step-Innergetic QSI |
| ------------------------- | -------------------------- | ------------------------- |
| Num                       | Coureur                    | Pos                       |
| 1                         | Tom Boonen (BEL) (route)   | 1er                       |
| 2                         | Paolo Bettini (ITA)        | 7e                        |
| 3                         | Wilfried Cretskens (BEL)   | 31e                       |
| 4                         | Kevin Hulsmans (BEL)       | AB                        |
| 5                         | Serge Baguet (BEL) (route) | 60e                       |
| 6                         | Nick Nuyens (BEL)          | 17e                       |
| 7                         | Filippo Pozzato (ITA)      | 13e                       |
| 8                         | Kevin Van Impe (BEL)       | AB                        |

| Davitamon-Lotto DVL | Davitamon-Lotto DVL        | Davitamon-Lotto DVL |
| ------------------- | -------------------------- | ------------------- |
| Num                 | Coureur                    | Pos                 |
| 11                  | Wim De Vocht (BEL)         |                     |
| 12                  | Nico Mattan (BEL)          |                     |
| 13                  | Fred Rodriguez (USA)       |                     |
| 14                  | Gert Steegmans (BEL)       |                     |
| 15                  | Léon van Bon (NED) (route) | AB                  |
| 16                  | Peter Van Petegem (BEL)    | 4e                  |
| 17                  | Wim Vansevenant (BEL)      |                     |
| 18                  | Henk Vogels (AUS)          |                     |

| CSC | CSC                     | CSC |
| --- | ----------------------- | --- |
| Num | Coureur                 | Pos |
| 21  | Kurt Asle Arvesen (NOR) | 20e |
| 22  | Matti Breschel (DEN)    |     |
| 23  | Fabian Cancellara (SUI) | 6e  |
| 24  | Allan Johansen (DEN)    | 34e |
| 25  | Karsten Kroon (NED)     | 8e  |
| 26  | Marcus Ljungqvist (SWE) |     |
| 27  | Lars Michaelsen (DEN)   |     |
| 28  | Luke Roberts (AUS)      | 66e |

| Caisse d'Épargne-Illes Balears CEI | Caisse d'Épargne-Illes Balears CEI | Caisse d'Épargne-Illes Balears CEI |
| ---------------------------------- | ---------------------------------- | ---------------------------------- |
| Num                                | Coureur                            | Pos                                |
| 31                                 | Éric Berthou (FRA)                 |                                    |
| 32                                 | Florent Brard (FRA)                |                                    |
| 33                                 | Imanol Erviti (ESP)                |                                    |
| 34                                 | José Vicente García Acosta (ESP)   |                                    |
| 35                                 | José Cayetano Juliá (ESP)          |                                    |
| 36                                 | Nicolas Portal (FRA)               |                                    |
| 37                                 | Vicente Reynés (ESP)               |                                    |
| 38                                 | Constantino Zaballa (ESP)          |                                    |

| Euskaltel-Euskadi EUS | Euskaltel-Euskadi EUS | Euskaltel-Euskadi EUS |
| --------------------- | --------------------- | --------------------- |
| Num                   | Coureur               | Pos                   |
| 41                    | Andoni Aranaga (ESP)  |                       |
| 42                    | Koldo Fernández (ESP) |                       |
| 43                    | Gorka González (ESP)  |                       |
| 44                    | Markel Irizar (ESP)   |                       |
| 45                    | Iñaki Isasi (ESP)     |                       |
| 46                    | Iban Mayoz (ESP)      |                       |
| 47                    | Gorka Verdugo (ESP)   |                       |
| 48                    | Haimar Zubeldia (ESP) |                       |

| Liberty Seguros-Würth LSW | Liberty Seguros-Würth LSW | Liberty Seguros-Würth LSW |
| ------------------------- | ------------------------- | ------------------------- |
| Num                       | Coureur                   | Pos                       |
| 51                        | Carlos Abellán (ESP)      |                           |
| 52                        | Carlos Barredo (ESP)      |                           |
| 53                        | Allan Davis (AUS)         |                           |
| 54                        | Koen de Kort (NED)        |                           |
| 55                        | Aaron Kemps (AUS)         |                           |
| 56                        | José Joaquín Rojas (ESP)  |                           |
| 57                        | Eladio Sánchez (ESP)      |                           |
| 58                        | Iván Santos (ESP)         |                           |

| Saunier Duval-Prodir SDV | Saunier Duval-Prodir SDV | Saunier Duval-Prodir SDV |
| ------------------------ | ------------------------ | ------------------------ |
| Num                      | Coureur                  | Pos                      |
| 61                       | Charles Dionne (CAN)     |                          |
| 62                       | Ángel Gómez (ESP)        |                          |
| 63                       | Piotr Mazur (POL)        |                          |
| 64                       | Javier Mejías (ESP)      |                          |
| 65                       | Aaron Olsen (USA)        |                          |
| 66                       | Francisco Ventoso (ESP)  |                          |
| 67                       | Luciano Pagliarini (BRA) |                          |
| 68                       | Carlos Zárate (ESP)      |                          |

| AG2R Prévoyance A2R | AG2R Prévoyance A2R      | AG2R Prévoyance A2R |
| ------------------- | ------------------------ | ------------------- |
| Num                 | Coureur                  | Pos                 |
| 71                  | Laurent Mangel (FRA)     |                     |
| 72                  | Renaud Dion (FRA)        |                     |
| 73                  | John Gadret (FRA)        |                     |
| 74                  | David Navas (ESP)        |                     |
| 75                  | Jean-Patrick Nazon (FRA) |                     |
| 76                  | Erki Pütsep (EST)        |                     |
| 77                  | Aliaksandr Usau (BLR)    |                     |
| 78                  | Tomas Vaitkus (LTU)      |                     |

| Bouygues Telecom BTL | Bouygues Telecom BTL     | Bouygues Telecom BTL |
| -------------------- | ------------------------ | -------------------- |
| Num                  | Coureur                  | Pos                  |
| 81                   | Sébastien Chavanel (FRA) |                      |
| 82                   | Andy Flickinger (FRA)    |                      |
| 83                   | Xavier Florencio (ESP)   |                      |
| 84                   | Yohann Gène (FRA)        |                      |
| 85                   | Anthony Geslin (FRA)     |                      |
| 86                   | Rony Martias (FRA)       |                      |
| 87                   | Jérôme Pineau (FRA)      |                      |
| 88                   | Franck Renier (FRA)      |                      |

| Cofidis-Le Crédit par Téléphone COF | Cofidis-Le Crédit par Téléphone COF | Cofidis-Le Crédit par Téléphone COF |
| ----------------------------------- | ----------------------------------- | ----------------------------------- |
| Num                                 | Coureur                             | Pos                                 |
| 91                                  | Jimmy Casper (FRA)                  |                                     |
| 92                                  | Sylvain Chavanel (FRA)              |                                     |
| 93                                  | Arnaud Coyot (FRA)                  |                                     |
| 94                                  | Thierry Marichal (BEL)              |                                     |
| 95                                  | Sébastien Minard (FRA)              |                                     |
| 96                                  | Staf Scheirlinckx (BEL)             |                                     |
| 97                                  | Rik Verbrugghe (BEL)                |                                     |
| 98                                  | Bradley Wiggins (GBR)               |                                     |

| Crédit Agricole C.A | Crédit Agricole C.A      | Crédit Agricole C.A |
| ------------------- | ------------------------ | ------------------- |
| Num                 | Coureur                  | Pos                 |
| 101                 | László Bodrogi (HUN)     |                     |
| 102                 | Julian Dean (NZL)        |                     |
| 103                 | Jimmy Engoulvent (FRA)   |                     |
| 104                 | Sébastien Hinault (FRA)  |                     |
| 105                 | Thor Hushovd (NOR)       |                     |
| 106                 | Cyril Lemoine (FRA)      |                     |
| 107                 | Mark Renshaw (AUS)       |                     |
| 108                 | Yannick Talabardon (FRA) |                     |

| La Française des jeux FDJ | La Française des jeux FDJ  | La Française des jeux FDJ |
| ------------------------- | -------------------------- | ------------------------- |
| Num                       | Coureur                    | Pos                       |
| 111                       | Ludovic Auger (FRA)        |                           |
| 112                       | Christophe Detilloux (BEL) |                           |
| 113                       | Bernhard Eisel (AUT)       |                           |
| 114                       | Philippe Gilbert (BEL)     |                           |
| 115                       | Frédéric Guesdon (FRA)     |                           |
| 116                       | Gustav Larsson (SWE)       |                           |
| 117                       | Christophe Mengin (FRA)    |                           |
| 118                       | Francis Mourey (FRA)       |                           |

| Gerolsteiner GST | Gerolsteiner GST        | Gerolsteiner GST |
| ---------------- | ----------------------- | ---------------- |
| Num              | Coureur                 | Pos              |
| 121              | Heinrich Haussler (GER) |                  |
| 122              | Frank Høj (DEN)         |                  |
| 123              | David Kopp (GER)        |                  |
| 124              | Sven Krauss (GER)       |                  |
| 125              | Sebastian Lang (GER)    |                  |
| 126              | Stefan Schumacher (GER) |                  |
| 127              | Peter Wrolich (AUT)     |                  |
| 128              | Beat Zberg (SUI)        |                  |

| T-Mobile TMO | T-Mobile TMO           | T-Mobile TMO |
| ------------ | ---------------------- | ------------ |
| Num          | Coureur                | Pos          |
| 131          | Lorenzo Bernucci (ITA) |              |
| 132          | Marcus Burghardt (GER) |              |
| 133          | André Greipel (GER)    |              |
| 134          | Sergueï Ivanov (RUS)   |              |
| 135          | Andreas Klier (GER)    |              |
| 136          | Bram Schmitz (NED)     |              |
| 137          | Stephan Schreck (GER)  |              |
| 138          | Steffen Wesemann (SUI) |              |

| Lampre-Fondital LAM | Lampre-Fondital LAM     | Lampre-Fondital LAM |
| ------------------- | ----------------------- | ------------------- |
| Num                 | Coureur                 | Pos                 |
| 141                 | Daniele Bennati (ITA)   |                     |
| 142                 | Alessandro Ballan (ITA) |                     |
| 143                 | Claudio Corioni (ITA)   |                     |
| 144                 | Paolo Fornaciari (ITA)  |                     |
| 145                 | Enrico Franzoi (ITA)    |                     |
| 146                 | David Loosli (SUI)      |                     |
| 147                 | Danilo Napolitano (ITA) |                     |
| 148                 | Daniele Righi (ITA)     |                     |

| Liquigas LIQ | Liquigas LIQ           | Liquigas LIQ |
| ------------ | ---------------------- | ------------ |
| Num          | Coureur                | Pos          |
| 151          | Michael Albasini (SUI) |              |
| 152          | Daniele Colli (ITA)    |              |
| 153          | Nicola Loda (ITA)      |              |
| 154          | Marco Milesi (ITA)     |              |
| 155          | Luca Paolini (ITA)     |              |
| 156          | Marco Righetto (ITA)   |              |
| 157          | Stefano Zanini (ITA)   |              |
| 158          | Mauro Da Dalto (ITA)   |              |

| Team Milram MRM | Team Milram MRM             | Team Milram MRM |
| --------------- | --------------------------- | --------------- |
| Num             | Coureur                     | Pos             |
| 161             | Alessandro Cortinovis (ITA) |                 |
| 162             | Ralf Grabsch (GER)          |                 |
| 163             | Maarten den Bakker (NED)    |                 |
| 164             | Christian Knees (GER)       |                 |
| 165             | Alessandro Petacchi (ITA)   |                 |
| 166             | Enrico Poitschke (GER)      |                 |
| 167             | Marco Velo (ITA)            |                 |
| 168             | Erik Zabel (GER)            |                 |

| Rabobank RAB | Rabobank RAB              | Rabobank RAB |
| ------------ | ------------------------- | ------------ |
| Num          | Coureur                   | Pos          |
| 171          | Juan Antonio Flecha (ESP) |              |
| 172          | Erik Dekker (NED)         |              |
| 173          | Jan Boven (NED)           |              |
| 174          | Graeme Brown (AUS)        |              |
| 175          | Mathew Hayman (AUS)       |              |
| 176          | Pedro Horrillo (ESP)      |              |
| 177          | Joost Posthuma (NED)      |              |
| 178          | Marc Wauters (BEL)        |              |

| Phonak Hearing Systems PHO | Phonak Hearing Systems PHO | Phonak Hearing Systems PHO |
| -------------------------- | -------------------------- | -------------------------- |
| Num                        | Coureur                    | Pos                        |
| 181                        | Aurélien Clerc (SUI)       |                            |
| 182                        | Martin Elmiger (SUI)       |                            |
| 183                        | Ryder Hesjedal (CAN)       |                            |
| 184                        | Fabrizio Guidi (ITA)       |                            |
| 185                        | Axel Merckx (BEL)          |                            |
| 186                        | Koos Moerenhout (NED)      |                            |
| 187                        | Uroš Murn (SLO)            |                            |
| 188                        | Grégory Rast (SUI)         |                            |

| Discovery Channel DSC | Discovery Channel DSC    | Discovery Channel DSC |
| --------------------- | ------------------------ | --------------------- |
| Num                   | Coureur                  | Pos                   |
| 191                   | Michael Barry (CAN)      |                       |
| 192                   | Stijn Devolder (BEL)     |                       |
| 193                   | Viatcheslav Ekimov (RUS) |                       |
| 194                   | Vladimir Gusev (RUS)     |                       |
| 195                   | Roger Hammond (GBR)      |                       |
| 196                   | George Hincapie (USA)    |                       |
| 197                   | Leif Hoste (BEL)         |                       |
| 198                   | Benoît Joachim (LUX)     |                       |

| Chocolade Jacques-Topsport Vlaanderen JAC | Chocolade Jacques-Topsport Vlaanderen JAC | Chocolade Jacques-Topsport Vlaanderen JAC |
| ----------------------------------------- | ----------------------------------------- | ----------------------------------------- |
| Num                                       | Coureur                                   | Pos                                       |
| 201                                       | Koen Barbé (BEL)                          |                                           |
| 202                                       | Glenn D'Hollander (BEL)                   |                                           |
| 203                                       | Niko Eeckhout (BEL)                       |                                           |
| 204                                       | Kurt Hovelijnck (BEL)                     |                                           |
| 205                                       | Jens Renders (BEL)                        |                                           |
| 206                                       | Frederik Veuchelen (BEL)                  |                                           |
| 207                                       | Maarten Wynants (BEL)                     |                                           |
| 208                                       | Frederik Willems (BEL)                    |                                           |

| Landbouwkrediet-Colnago LAN | Landbouwkrediet-Colnago LAN | Landbouwkrediet-Colnago LAN |
| --------------------------- | --------------------------- | --------------------------- |
| Num                         | Coureur                     | Pos                         |
| 211                         | Frédéric Amorison (BEL)     |                             |
| 212                         | Andy Cappelle (BEL)         |                             |
| 213                         | Mathieu Criquielion (BEL)   |                             |
| 214                         | Bert De Waele (BEL)         |                             |
| 215                         | Grégory Habeaux (BEL)       |                             |
| 216                         | Jean-Paul Simon (BEL)       |                             |
| 217                         | James Vanlandschoot (BEL)   |                             |
| 218                         | Johan Verstrepen (BEL)      |                             |

| Unibet.com UNI | Unibet.com UNI            | Unibet.com UNI |
| -------------- | ------------------------- | -------------- |
| Num            | Coureur                   | Pos            |
| 221            | Baden Cooke (AUS)         |                |
| 222            | Gorik Gardeyn (BEL)       |                |
| 223            | Jeremy Hunt (GBR)         |                |
| 224            | Geert Omloop (BEL)        |                |
| 225            | Erwin Thijs (BEL)         |                |
| 226            | Frank Vandenbroucke (BEL) |                |
| 227            | Marco Zanotti (ITA)       |                |
| 228            | David Boucher (FRA)       |                |

| Tenax Salmilano TEN | Tenax Salmilano TEN    | Tenax Salmilano TEN |
| ------------------- | ---------------------- | ------------------- |
| Num                 | Coureur                | Pos                 |
| 231                 | Fabio Baldato (ITA)    |                     |
| 232                 | Gabriele Bosisio (ITA) |                     |
| 233                 | David McPartland (AUS) |                     |
| 234                 | Christian Murro (ITA)  |                     |
| 235                 | Marlon Pérez (COL)     |                     |
| 236                 | Roberto Petito (ITA)   |                     |
| 237                 | Ruslan Pidgornyy (UKR) |                     |
| 238                 | Rigoberto Urán (COL)   |                     |

| Skil-Shimano SKS | Skil-Shimano SKS         | Skil-Shimano SKS |
| ---------------- | ------------------------ | ---------------- |
| Num              | Coureur                  | Pos              |
| 241              | Tomoya Kanō (JPN)        |                  |
| 242              | Paul Martens (GER)       |                  |
| 243              | Rik Reinerink (NED)      |                  |
| 244              | Piet Rooijakkers (NED)   |                  |
| 245              | Maarten Tjallingii (NED) |                  |
| 246              | Kenny van Hummel (NED)   |                  |
| 247              | Aart Vierhouten (NED)    |                  |
| 248              | René Weissinger (GER)    |                  |